# The Artificial Condition
|  | Denne artikel er oprettet af botten Steenthbot ud fra en ekstern database. Den kan derfor have sproglige fejl eller mangler. Denne skabelon kan fjernes efter kontrol af indholdet. |

The Artificial Condition er en dansk børnefilm fra 2020 instrueret af William Bang.

## Handling
CAIN – en kunstig intelligens – er på en mission, hvor den bærer et mystisk objekt gennem en verden styret af en kæmpe jordskævende maskine.

## Medvirkende
- Michelle Nardone, Fortæller